# Rally de Cerdeña de 2016
El Rally de Cerdeña de 2016, oficialmente 13º Rally d'Italia Sardegna, fue la decimotercera edición y la sexta ronda de la temporada 2016 del Campeonato Mundial de Rally. Se celebró del 9 al 12 de junio y contó con un itinerario de 19 tramos sobre tierra que sumaron un total de 322.82 km cronometrados. Fue también la sexta ronda de los campeonatos WRC 2 y WRC 3.
Thierry Neuville se quedó con la victoria con un tiempo de 3:35:25.8 dejando por detrás a Latvala a 24.8s y a Ogier a más de un minuto.

## Resultados

### Etapas especiales
| Día    | Tramo | Nombre                               | Distancia | Ganador de la etapa               | N. | Equipo                   | Tiempo  | Líder de la general               |
| ------ | ----- | ------------------------------------ | --------- | --------------------------------- | -- | ------------------------ | ------- | --------------------------------- |
| 9 Jun  | SS1   | Ittiri Arena Show                    | 2.00 km   | Sébastien Ogier Julien Ingrassia  | 1  | Volkswagen Motorsport    | 2:00.4  | Sébastien Ogier Julien Ingrassia  |
| 10 Jun | SS2   | Ardara - Ozieri 1                    | 7.50 km   | Jari-Matti Latvala Miikka Anttila | 2  | Volkswagen Motorsport    | 4:06.4  | Jari-Matti Latvala Miikka Anttila |
| 10 Jun | SS3   | Tula 1                               | 15.00 km  | Sébastien Ogier Julien Ingrassia  | 1  | Volkswagen Motorsport    | 12:05.3 | Sébastien Ogier Julien Ingrassia  |
| 10 Jun | SS4   | Castelsardo 1                        | 14.02 km  | Thierry Neuville Nicolas Gilsoul  | 20 | Hyundai Motorsport N     | 10:29.0 | Jari-Matti Latvala Miikka Anttila |
| 10 Jun | SS5   | Tergu - Osilo 1                      | 14.91 km  | Thierry Neuville Nicolas Gilsoul  | 20 | Hyundai Motorsport N     | 9:47.3  | Thierry Neuville Nicolas Gilsoul  |
| 10 Jun | SS6   | Ardara - Ozieri 2                    | 7.50 km   | Jari-Matti Latvala Miikka Anttila | 2  | Volkswagen Motorsport    | 4:01.5  | Jari-Matti Latvala Miikka Anttila |
| 10 Jun | SS7   | Tula 2                               | 15.00 km  | Thierry Neuville Nicolas Gilsoul  | 20 | Hyundai Motorsport N     | 11:46.3 | Thierry Neuville Nicolas Gilsoul  |
| 10 Jun | SS8   | Castelsardo 2                        | 14.02 km  | Thierry Neuville Nicolas Gilsoul  | 20 | Hyundai Motorsport N     | 10:07.7 | Thierry Neuville Nicolas Gilsoul  |
| 10 Jun | SS9   | Tergu - Osilo 2                      | 14.91 km  | Thierry Neuville Nicolas Gilsoul  | 20 | Hyundai Motorsport N     | 9:31.4  | Thierry Neuville Nicolas Gilsoul  |
| 11 Jun | SS10  | Monti di Alà 1                       | 22.20 km  | Kevin Abbring Sebastian Marshall  | 10 | Hyundai Motorsport N     | 13:34.6 | Thierry Neuville Nicolas Gilsoul  |
| 11 Jun | SS11  | Coiluna - Loelle 1                   | 22.39 km  | Ott Tänak Raigo Mõlder            | 12 | DMACK World Rally Team   | 14:12.0 | Thierry Neuville Nicolas Gilsoul  |
| 11 Jun | SS12  | Monte Lerno 1                        | 44.26 km  | Mads Østberg Ola Fløene           | 5  | M-Sport World Rally Team | 29:34.7 | Thierry Neuville Nicolas Gilsoul  |
| 11 Jun | SS13  | Monti di Alà 2                       | 22.20 km  | Thierry Neuville Nicolas Gilsoul  | 20 | Hyundai Motorsport N     | 13:11.2 | Thierry Neuville Nicolas Gilsoul  |
| 11 Jun | SS14  | Coiluna - Loelle 2                   | 22.39 km  | Jari-Matti Latvala Miikka Anttila | 2  | Volkswagen Motorsport    | 13:56.5 | Thierry Neuville Nicolas Gilsoul  |
| 11 Jun | SS15  | Monte Lerno 2                        | 44.26 km  | Thierry Neuville Nicolas Gilsoul  | 20 | Hyundai Motorsport N     | 28:47.1 | Thierry Neuville Nicolas Gilsoul  |
| 12 Jun | SS16  | Cala Flumini 1                       | 14.06 km  | Thierry Neuville Nicolas Gilsoul  | 20 | Hyundai Motorsport N     | 9:08.1  | Thierry Neuville Nicolas Gilsoul  |
| 12 Jun | SS17  | Sassari - Argentiera 1               | 6.07 km   | Eric Camilli Benjamin Veillas     | 6  | M-Sport World Rally Team | 4:57.2  | Thierry Neuville Nicolas Gilsoul  |
| 12 Jun | SS18  | Cala Flumini 2                       | 14.06 km  | Thierry Neuville Nicolas Gilsoul  | 20 | Hyundai Motorsport N     | 8:53.0  | Thierry Neuville Nicolas Gilsoul  |
| 12 Jun | SS19  | Sassari - Argentiera 2 (Power Stage) | 6.07 km   | Sébastien Ogier Julien Ingrassia  | 1  | Volkswagen Motorsport    | 4:50.1  | Thierry Neuville Nicolas Gilsoul  |

### Power stage
El power stage al igual que en las anteriores carreras fue la última etapa del rally y tuvo un recorrido total de 6.07 km.
| Pos. | Piloto             | Copiloto           | Coche                 | Equipo                | Tiempo | Puntos |
| ---- | ------------------ | ------------------ | --------------------- | --------------------- | ------ | ------ |
| 1    | Sébastien Ogier    | Julien Ingrassia   | Volkswagen Polo R WRC | Volkswagen Motorsport | 4:50.1 | 3      |
| 2    | Kevin Abbring      | Sebastian Marshall | Hyundai i20 WRC       | Hyundai Motorsport    | +0.6   | 2      |
| 3    | Jari-Matti Latvala | Miikka Anttila     | Volkswagen Polo R WRC | Volkswagen Motorsport | +1.1   | 1      |

## Clasificación final
| Pos.                  | No.                   | Piloto                | Copiloto              | Equipo                      | Coche                 | Tiempo                | Diferencia            | Puntos                |                       |
| Clasificación General | Clasificación General | Clasificación General | Clasificación General | Clasificación General       | Clasificación General | Clasificación General | Clasificación General | Clasificación General | Clasificación General |
| --------------------- | --------------------- | --------------------- | --------------------- | --------------------------- | --------------------- | --------------------- | --------------------- | --------------------- | --------------------- |
| 1                     | 20                    | Thierry Neuville      | Nicolas Gilsoul       | Hyundai Motorsport N        | Hyundai i20 WRC       | 3:35:25.8             |                       | 25                    |                       |
| 2                     | 2                     | Jari-Matti Latvala    | Miikka Anttila        | Volkswagen Motorsport       | Volkswagen Polo R WRC | 3:35:50.6             | +24.8                 | 19                    |                       |
| 3                     | 1                     | Sébastien Ogier       | Julien Ingrassia      | Volkswagen Motorsport       | Volkswagen Polo R WRC | 3:37:03.6             | +1:37.8               | 18                    |                       |
| 4                     | 4                     | Dani Sordo            | Marc Martí            | Hyundai Motorsport          | Hyundai i20 WRC       | 3:38:19.8             | +2:54.0               | 12                    |                       |
| 5                     | 12                    | Ott Tänak             | Raigo Mõlder          | DMACK World Rally Team      | Ford Fiesta RS WRC    | 3:40:52.2             | +5:26.4               | 10                    |                       |
| 6                     | 6                     | Eric Camilli          | Benjamin Veillas      | M-Sport World Rally Team    | Ford Fiesta RS WRC    | 3:41:25.6             | +5:59.8               | 8                     |                       |
| 7                     | 16                    | Henning Solberg       | Ilka Minor            | Henning Solberg             | Ford Fiesta RS WRC    | 3:41:48.0             | +6:22.2               | 6                     |                       |
| 8                     | 34                    | Teemu Suninen         | Mikko Markkula        | Team Oreca                  | Škoda Fabia R5        | 3:44:23.2             | +8:57.4               | 4                     |                       |
| 9                     | 21                    | Martin Prokop         | Jan Tománek           | Jipocar Czech National Team | Ford Fiesta RS WRC    | 3:44:28.7             | +9:02.9               | 2                     |                       |
| 10                    | 43                    | Jan Kopecký           | Pavel Dresler         | Škoda Motorsport            | Škoda Fabia R5        | 3:45:12.8             | +9:47.0               | 1                     |                       |
| 15                    | 10                    | Kevin Abbring         | Sebastian Marshall    | Hyundai Motorsport N        | Hyundai i20 WRC       | 3:59:06.4             | +23:40.6              | 2                     |                       |